# Luis Barrancos
Luis Barrancos Álvarez (Vallegrande; 19 de agosto de 1946) es un árbitro retirado de fútbol boliviano. Es conocido por haber arbitrado el partido de la Copa Mundial de 1982 entre Argentina y El Salvador.

## Trayectoria
Se desempeñó como árbitro de la FIFA durante el periodo de 1975 a 1991. Ofició en los torneos de la Copa América de 1979 y 1987, así como en partidos de clasificación para la Copa Mundial de 1978, 1982 y 1986.